# Alfred Kokot
Alfred Kokot ps. Mały Pikuś (ur. 25 stycznia 1928 w Chorzowie, zm. 20 czerwca 1981 w Katowicach) – polski piłkarz, wychowanek klubu Kresy Chorzów.
W polskiej ekstraklasie zadebiutował 20 marca 1949. W okresie od lipca 1946 do czerwca 1953 był piłkarzem Lechii Gdańsk.

## Reprezentacja Polski

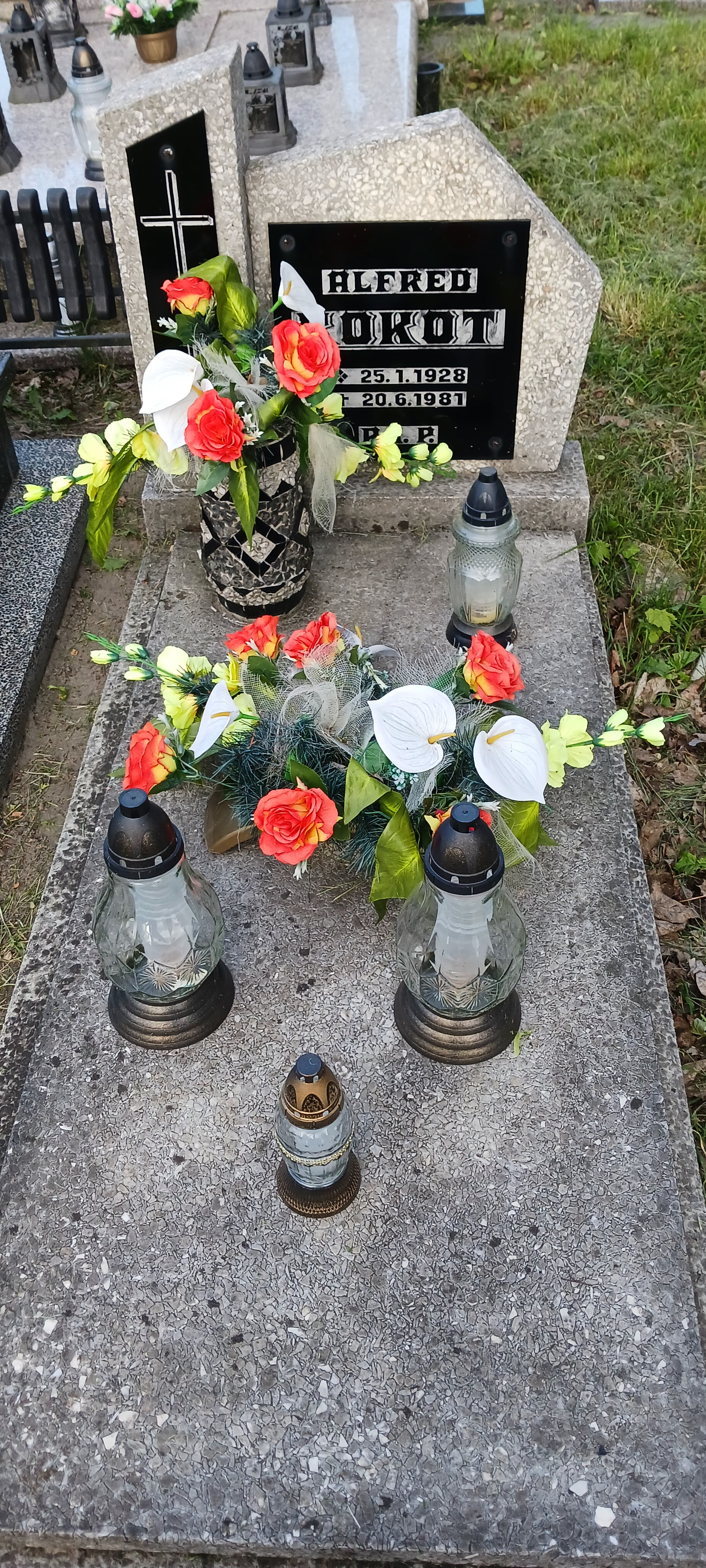
Grób Alfreda Kokota na cmentarzu Michała Archanioła w Zabrzu przy ul. Pokoju

| l.p. | Data       | Miejsce          | Rywal | Wynik | Rozgrywki  | Grał | Uwagi |
| ---- | ---------- | ---------------- | ----- | ----- | ---------- | ---- | ----- |
| 1.   | 19.06.1949 | Warszawa, Polska | Dania | 1:2   | towarzyski | 90'  | Gol   |